# Narancia Ghirga
Narancia Ghirga (ナランチャ・ギルガ, Narancha Giruga) es un personaje principal en la serie JoJo's Bizarre Adventure: Golden Wind.

## Apariencia
Narancia es un joven delgado, de estatura levemente inferior al promedio, y con un rostro andrógino. Usa un tank top, con unas cintas que atan el top a su gargantilla de cuello, y unos pantalones oscuros. Usa accesorios claros; como un pañuelo, unas muñequeras, y un cinturón que sujeta una falda corta, con cuadrícula, un poco abierta en el medio. Su cabello es oscuro, le cae sobre los ojos, y pequeños mechones de cabello sobresalen por su banda atada en la cabeza.
Cabe destacar que en su versión del anime tiene los músculos más marcados a comparación de su apariencia original.

## Personalidad
La educación de Narancia no se extiende más allá de la escuela primaria (aproximadamente el segundo grado), cosa que lo avergüenza y lo enfurece cuando otras personas lo mencionan. Sin embargo, de ninguna manera esto implica que sea estúpido, ya que Narancia es capaz de hacer uso de su entorno estratégicamente en varias batallas; logrando explotar un coche con un minimizado Aerosmith durante su batalla contra Formaggio y detectándolo con la mayor cantidad de dióxido de carbono que este expulsaba. También derrota a Squalo y Tiziano con la misma estrategia y los atrapó cuando trataron de abandonar el edificio desde el que realizaron sus ataques a larga distancia.
Actúa más o menos como un mocoso en una situación relajada. Siendo casi tan temperamental como Fugo, él es gritón, mal hablado y violento en sus arrebatos. También es imprudente, a menudo actuando antes de pensar, causándole varios problemas durante su viaje. Además, es la persona menos seria del grupo, a menudo distrayéndose de su misión con sus payasadas. Fuera de esto, Narancia presenta un lado dulce a aquellos que llegan a conocerlo. Valorando la amistad por sobre todo, él es la persona más agradable a sus compañeros, y a pesar de un comienzo inicial bastante brusco (donde Narancia estuvo cerca de atacarla de no ser por la oportuna intervención de Bucciarati), su relación con Trish mejora rápidamente, y se convierte en el confidente de Trish durante el viaje.
También parece creer en el "elitismo de la edad", creyendo que es de autoridad superior a los que son más jóvenes que él. Esta cualidad es la primera que advierte sobre Giorno Giovanna cuando le pregunta su edad. Sin embargo, Narancia está dispuesto a dejar que Fugo le enseñe a compensar su falta de inteligencia académica, ya que es consciente de la especialidad de su amigo en ese campo. En el epílogo, se muestra cómo le disgusta la gente como Namidame no Luca, expresando alivio ante su muerte y comentando que Luca era vil y vendía drogas a los chicos jóvenes.

## Habilidades
El Stand de Narancia, Aerosmith, es un avión de combate en miniatura equipado con un arsenal completo y letal, y que ofrece Narancia una serie de sentidos remotos dentro de un amplio rango.

## Historia

### Golden Wind(2001)
Cuando Giorno se presenta por primera vez, él está sentado con Guido Mista, Leone Abbacchio y Pannacotta Fugo, esperando a Bruno Bucciarati. Fugo intenta que Narancia estudie. Narancia parece estar recibiendo la pregunta matemática; hasta que se demuestre que lo ha hecho completamente mal, a pesar de su confianza, ha hecho la pregunta correctamente. Fugo lo ataca con un tenedor y Narancia toma represalias con su cuchillo, lo que resulta en un enfrentamiento entre los dos, que pronto se rompe con la llegada de Bucciarati y Giorno Giovanna. Narancia le pregunta a Giorno por su edad y comenta que Giorno es más joven que él por dos años.
Narancia se ve luego en el barco que se dirige a la isla de Capri con el resto del grupo de Bucciarati. Él había comprado un reproductor de CD y lo estaba escuchando. El volumen es alto y molesta a Mista, que está sentado cerca. Mista le pide una lata de refresco y cuando Narancia no está mirando, vierte la bebida sobre el reproductor de CD, efectivamente rompiéndolo. Narancia está confundido y se enoja, diciendo que va a enseñarle al tendero que se lo vendió, una o dos cosas. Cuando Bucciarati finalmente revela que irán a la isla de Capri para recuperar los seis mil millones de dólares que Polpo tenía escondidos en Bucciarati, Narancia está tan emocionado como todos los demás. Sin embargo, Narancia es el primero en ser capturado por el Stand de Mario Zucchero, Soft Machine. Después de que Bucciarati derrota a Zucchero, se muestra a Narancia teniendo a Fugo examinándole la cabeza por contusiones. Luego, él, Fugo y Abbacchio terminan pateando el cuerpo de Zucchero, mientras Mista abusa de la cabeza desprendida de Zucchero. Después de declarar que Zucchero está yendo al noveno nivel del infierno, Narancia se involucra en un extraño baile, rápidamente se une a Mista, luego a Fugo.
Al llegar a la isla de Capri, y mientras espera que Bucciarati revele los seis mil millones, Narancia se enfrenta con un limpiador, amenazándolo con su cuchillo, cuando va a limpiar el baño en el que se encuentran. Las mesas se giran como el limpiador se apodera de él, pero el enfrentamiento se detiene cuando Pericolo se revela a sí mismo como un capo Passione que ha venido a llevarse los seis mil millones y promover a Bucciarati a capo. El limpiador, con quien Narancia se peleó, se expone como Trish, y también el centro de la nueva misión del grupo de Bucciarati.
El grupo se esconde, comenzando su misión de acompañar a Trish a su padre. Bucciarati le asigna a Narancia que salga a buscar comida, así como algunas cosas que solicita Trish. Fugo trata de hacer que Narancia recuerde las instrucciones específicas que debe seguir mientras conduce para no regresar a la casa donde se encuentran. Narancia trata dos veces de recordar las instrucciones, pero termina olvidando ambas veces, causando que Fugo se enoje. Abbacchio dice que no le preocupa que nadie siga a Narancia; El Stand de Narancia debería ser suficiente para alejar a los seguidores.
Narancia luego va a su viaje de compras, aunque está actuando increíblemente cauteloso. Al ir de tienda en tienda, detiene el auto de alquiler de Bucciarati en medio de la calle cuando siente que lo están vigilando. De repente, una voz llama a Narancia y cuando mira debajo del auto, ve un par de pies que suben al vehículo. Narancia encuentra a un hombre sentado en el asiento trasero, quien le pregunta a dónde va. El hombre se presenta como Formaggio, afirmando ser un miembro dentro de la organización. Formaggio divaga sobre cómo después de la muerte de Polpo desapareció el grupo de Bucciarati, así como otros temas más sin sentido. Narancia se acurrucó en una falsa sensación de seguridad momentánea, que le da a Formaggio la oportunidad de atacar a Narancia con su Stand Little Feet. Narancia tropieza hacia atrás y Formaggio exige saber por qué el grupo de Bucciarati no asistió al funeral de Polpo. Es en este punto que Narancia llama a su Stand, Aerosmith, y comienza a disparar a Formaggio, que todavía está en el asiento trasero del auto. Formaggio se sorprende de que Narancia sea un usuario del Stand, mientras que Narancia declara que terminará su tarea y no permitirá que Formaggio lo siga.
El Aerosmith de Narancia envía un aluvión de disparos a Formaggio, que se encuentra en desventaja debido a los pequeños límites del automóvil. Cuando Aerosmith lanza una bomba, Formaggio usa el poder de su Stand para encogerse y escapar. Mientras tanto, Narancia está pateando el auto, gritándole a Formaggio, cuando de repente se da cuenta de que Formaggio no está allí. Formaggio usa esto para su ventaja y se desliza en el bolsillo trasero de Narancia, contento de dejar que Narancia lo busque. Cuando Narancia mira a su alrededor, se da cuenta de que la gente viene a ver qué es todo el alboroto y por eso decide volver a llamar a su Stand. Mientras mira a su alrededor en busca de su cuchillo, se da cuenta de que ya no está sangrando por el corte que le dieron Little Feet. Se tropieza con un cuchillo, pero se da cuenta de que es demasiado grande para ser suyo, y luego se da cuenta de que no esta su zapato pero esta uno demasiado grandes, lo que hace que se pregunte a dónde se han ido. Se sube al auto, solo para darse cuenta de que el asiento es demasiado grande y no puede alcanzar los pedales. Saltando, Narancia se queda pensando que se subió al auto equivocado cuando finalmente se da cuenta de que se está encogiendo debido a la postura de Formaggio.
Narancia busca a Formaggio antes de ponerse en contacto con Bucciarati para decirle que la gente está detrás de Trish. Se dirige a una tienda con teléfonos públicos en el interior, solo para darse cuenta de que es demasiado liviano para activar los sensores basados en el peso de las puertas automáticas. Luchando para activar los sensores y entrar, Narancia llama a Aerosmith para que derribe las puertas y dispara a uno de los teléfonos públicos para que pueda obtener monedas del tamaño correcto para hacer la llamada telefónica. Narancia se sube a otro teléfono público y marca el número, pero luego se da cuenta de que se cortó la línea telefónica. Maldice a Formaggio y mira a su alrededor, convocando a Aerosmith para que lo encuentre. Formaggio se esconde en el bolsillo de Narancia, pero luego se sorprende cuando Narancia lo encuentra. Narancia hace que Aerosmith dispare a Formaggio, solo para que Formaggio pida a Little Feet hacer que una pluma encogida vuelva a su tamaño normal, disparando a Formaggio en el aire y de forma segura.
Después del encuentro de Bucciarati con el Jefe, declara que mantener a Trish a salvo hará que él y sus hombres sean señalados como traidores a Passione.
Después de que Giorno, Abbacchio y Mista abordan el barco, el indeciso Narancia pregunta desesperadamente a Bucciarati qué hacer. A pesar de que quiere ir con Bucciarati y esperar a que se le dé la 'orden', Bucciarati le dice a Narancia que la elección es suya, simplemente diciéndole que "no puede manejar esto" en un consejo. A la izquierda, ansioso mientras él y Fugo observan la partida del bote, Narancia entonces ve las heridas que su padre le infligió a Trish, recordando cómo él también fue abandonado por los que él confiaba. Toma una decisión y salta al río para nadar tras el bote, gritando cómo Trish se parece a él cuando la pandilla acepta su decisión en silencio. Se van del área, con Fugo quedándose atrás. Mientras aún está en Venecia,mientras en un restaurante. Narancia golpea a un transeúnte con aspecto sombrío solo para darse cuenta de que no era nadie de Passione. Aunque él insiste en que no le digan a Trish que ha sido traicionada por su propio padre, la propia Trish aparece de repente de la tortuga y admite que la conoce desde el momento en que recuperó la conciencia.
Mientras el grupo continúa su discusión, Narancia nota que la cuchara que estaba usando para comer su sopa de repente desaparece de su mano. Tomando otro, procede a seguir comiendo, solo para que esa cuchara saque de la sopa los restos del primero. Narancia nota que hay algún tipo de tiburón en miniatura en la sopa, pero antes de que pueda transmitir al equipo que están siendo atacados, el Stand arremete y le arranca la lengua. Clash, el Stand de Squalo, puede tele-transportarse a cualquier cuerpo de líquido en el rango. Después de que su lengua sea restaurada por Giorno, Narancia trata de contarle a los demás los detalles del ataque y describir el Stand enemigo, solo para empezar a decir mentiras; Talking Head, la posición del compañero de Squalo, Tiziano, se ha unido a la lengua de Narancia y le impide comunicar la verdad.
Mientras que el resto del grupo no puede entender el comportamiento extraño e histérico de Narancia después de haber sido atacado, Giorno se convierte en el primero en considerar la idea de que Narancia podría haber estado bajo el ataque de un enemigo. Permanezca de pie todo el tiempo. Como resultado, él es el objetivo primero, siendo incapacitado y arrastrado en las mandíbulas del Stand. En los puestos de baños, Narancia comienza a disparar con la esperanza de golpear a Clash, cronometrando y prediciendo sus ataques para casi golpear al enemigo. Sin embargo, Clash le arranca la garganta a Giorno para evitar que respire y emite dióxido de carbono, antes de tele-transportarse a una línea de agua subterránea con Giorno en sus manos.
A pesar de esto, Narancia en realidad quería dispararle a Giorno, y el humo que sale de las heridas de bala le permite rastrear la ubicación de Giorno y Clash para atacar al Stand y dañar a Squalo. Después de ser golpeado por unos pocos disparos exitosos que lo dejan profusamente sangrando con la respiración entrecortada, Squalo y Tiziano intentan huir. Narancia comienza a perseguirlos según lo instruyó Giorno antes de que le arrancaran la garganta, y comienza a vadear entre la multitud mientras grita en público que sabe dónde están. Tiziano le asegura a su compañero que demasiadas personas entre la bulliciosa multitud y el juego de fútbol cercano están respirando tan fuertemente como él para que Narancia lo sepa y que simplemente está mintiendo. Sin embargo, Narancia revela que la lengua con Talking Head adherida fue cortada y ensartada por su cuchillo, y que Giorno previamente creó la lengua que está actualmente en su boca. También estaba simplemente esperando a que un destello en su radar reaccionara tan bruscamente a sus gritos, que de hecho era el pánico de Tiziano.
Ataca a Squalo con la intención de salvar a Giorno, pero Tiziano salta en el camino y es asesinado, diciéndole a su compañero que use su sangre para atacar a Narancia. Narancia y Squalo tienen un enfrentamiento en público, con Clash criticando Narancia ' s cuello solo para no dañar ningún punto vital, y Narancia dispara a Squalo con un aluvión de balas extendido por Aerosmith. Revisando para ver si Giorno todavía está vivo, Narancia admite que el miembro menor se siente más como un comandante que el propio Bucciarati. Poniendo su confianza y fe en Giorno y reconociendo silenciosamente que con él a su lado, la pandilla podría derrotar al jefe, Narancia lo recoge y lo trae de regreso al grupo para recibir primeros auxilios.
Cuando llegan a Cerdeña, en su búsqueda de pistas sobre el jefe, Diavolo mismo está luchando contra el líder de La Squadra di Esecuzione, Risotto Nero, aunque Narancia no sabe que Aerosmith está siendo utilizado por Doppio para finalmente matarlo.
La pandilla tropieza con el cuerpo sin vida de Abbacchio, y Narancia trata desesperadamente de despertarlo. Pide a Giorno que cure a Abbacchio, amenazando con darle una paliza si no escucha. Narancia continúa así hasta que Bucciarati le grita, ordenando al grupo que siga su camino. Narancia argumenta con lágrimas en los ojos que Abbacchio no puede quedarse solo, y solo se detiene cuando Giorno puede notar la roca en su mano que lleva a un molde negativo de la cara del jefe. Narancia mira vacilante hacia atrás mientras la pandilla se aleja del lugar de descanso final de Abbacchio.
Después del enfrentamiento entre Polnareff y Diavolo, Chariot Requiem cambia las almas de todos los que están cerca, como Diavolo, Doppio, Polnareff y la pandilla de Bucciarati (Sin Fugo, quien había desertado antes del grupo). Mientras cambió con el cuerpo de Giorno, Narancia trata de convocar a Aerosmith, pero el Stand sale demasiado rápido y se rompe a través de una pared de ladrillo antes de que Narancia pueda notar como resultado de Requiem encendiendo cada Stand. Sabiendo que todo lo que tenían que hacer para vencer a Diavolo era tomar la flecha, Narancia jura que iría a la escuela después de que todo terminara, sin importar quién se burlaría de su inteligencia, y deseaba dejar una vida feliz y comer bien de su ciudad natal. Después de que Mista mata a quien estaba en el cuerpo de Bucciarati, se presume que es Diavolo, Narancia muere instantáneamente con el cuerpo de Giorno empalado en los barrotes. Esto lleva a Giorno a darse cuenta de que era Doppio en el cuerpo de Bucciarati, lo que significa que Diavolo todavía está vivo y reside dentro del cuerpo de alguien dentro del grupo. Giorno llora por Narancia dando vida a las rocas circundantes, haciendo que crezcan flores (presumiblemente de la ciudad natal de Narancia) que cubren y embellecen su cuerpo. Más decidido que nunca a vencer a Diavolo, Giorno le dice a Narancia que no dejará que nada le hiera más, y jura traerlo a casa.